# Lauro Müller (politicus)

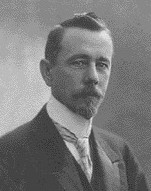
Lauro Severiano Müller

Lauro Severiano Müller (Itajaí, 8 november 1863 - Rio de Janeiro, 30 juli 1926), was een Braziliaans politicus.

## Achtergrond, opleiding en vroege carrière
Lauro Severiano Müller werd op 8 november 1863 geboren te Itajaí, deelstaat Santa Catarina. Hij was de zoon van de Duitse immigranten Peter Müller en Anna Michels, die afkomstig waren uit het Rijnland. Hij was van zijn moederskant een neef van Felipe Schmidt, een politicus uit de deelstaat Santa Catarina die tot tweemaal president van die deelstaat was geweest.
Lauro Müller, werkte korte tijd voor een handelskantoor, maar volgde daarna een militaire opleiding in zijn geboortestaat Santa Catarina. Hij bereikt uiteindelijk de rang van generaal. Müller werd tijdens zijn studie beïnvloed door het denken van kolonel Benjamin Constant Botelho de Magalhães en tijdens zijn jongere jaren was hij dan ook een enthousiast aanhanger van het positivisme.

## President van Santa Catarina
Lauro Müller werd een republikein en werd lid van de Partido Republicano Catarinense (Republikeinse Partij van Santa Catarina, PRC). In 1889, na het uitroepen van de Republiek Brazilië, werd hij door president Deodoro da Fonseca benoemd tot president van de deelstaat Santa Catarina benoemd (2 december 1889). Tijdens Müllers presidentschap, die tot 28 december 1891 duurde, werd Santa Catarina van keizerlijke provincie getransformeerd in een staat van Brazilië. Ook kreeg Santa Catarina een republikeinse grondwet.
Hierna werd Müller kanselier en verkreeg een eredoctoraat aan de Harvard-universiteit. In 1899 werd hij lid van de Federale Senaat (tot 1926). Van 26 september tot 10 november 1902 vervulde hij nogmaals het presidentschap van de deelstaat Santa Catarina. In 1903 droeg hij mede bij aan de diplomatieke overwinning van Brazilië over Bolivia. In dat jaar werd het Petrópolis Verdrag gesloten tussen de beide landen, waarna Brazilië Acre, tot dan toe een provincie van Bolivia, aan Brazilië werd toegewezen.

## Minister van Buitenlandse Zaken van Brazilië

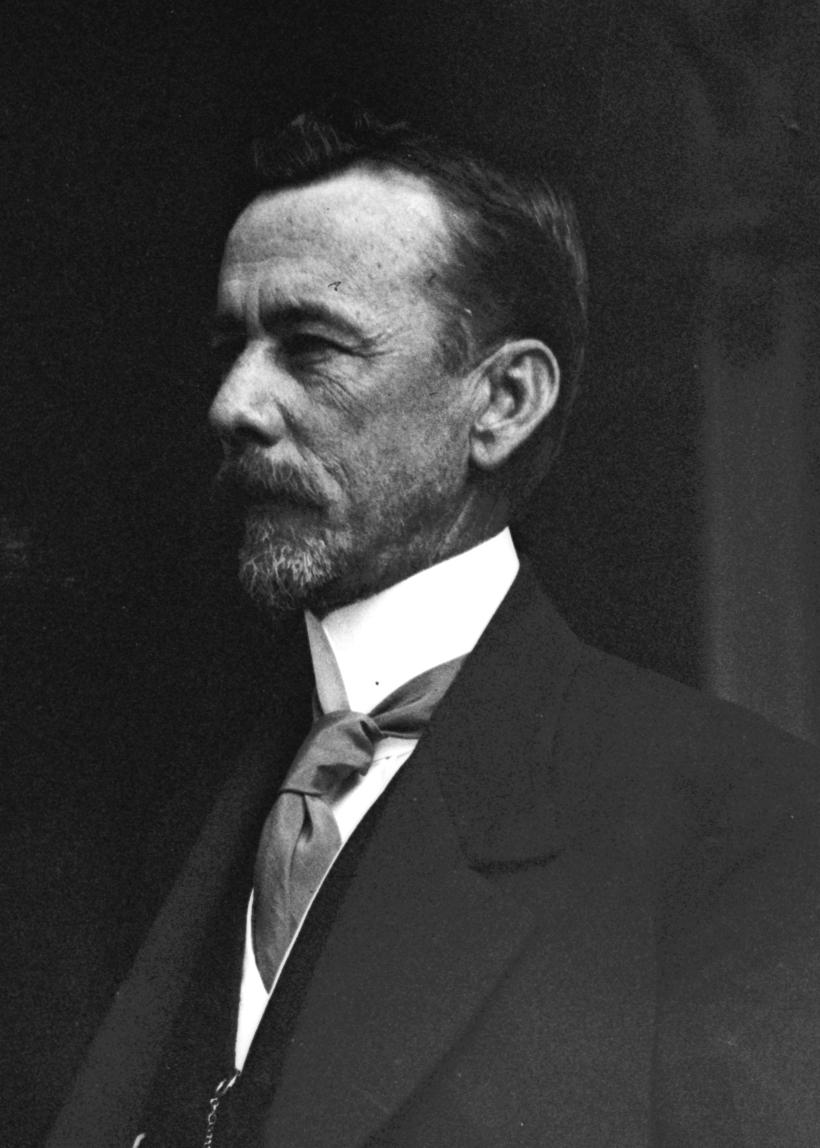
Müller in de Verenigde Staten van Amerika

Müller was van 1902 tot 1906, tijdens het presidentschap van Francisco de Paul Rodrigues Alves, minister van Industrie, Transport en Openbare Werken. In die functie vormde hij tal van hervormingen door. Ook startte hij in de hoedanigheid van minister van Openbare Weken, grote projecten, zoals de aanleg van de Avenida Central in Rio de Janeiro.
In 1912 werd Müller minister van Buitenlandse Zaken. In die functie streefde hij nauwe (economische) samenwerking met Argentinië en Chili na. In mei 1915 nam hij het initiatief tot de oprichting van een permanente bemiddelingscommissie van de drie machtigste staten van Zuid-Amerika. Deze bemiddelingscommissie, gevestigd te Montevideo, kreeg als eerste taak te bemiddelen in een conflict tussen de Verenigde Staten van Amerika en Mexico, dat als sinds 1913 bestond.

### Eerste Wereldoorlog
Tijdens de Eerste Wereldoorlog was Müller, die gematigde pro-Duits was, voorstander van een strikte Braziliaanse neutraliteit. De meeste vooraanstaande politici waren echter voorstander van deelname aan de oorlog aan de zijde van de Entente mogendheden. Lauro Müller wilde de neutraliteit van Brazilië echter behouden. Nadat een Duitse onderzeeboot het vrachtschip de Rio Branco (mei 1916) tot zinken had gebracht verslechterden de betrekkingen tussen Brazilië en Duitsland. De druk op Müller om af te treden nam toe, maar hij wist zich nog korte tijd te handhaven.
Begin april 1917 werd voor de Franse kust het Braziliaanse vrachtschip Paraná door Duitse onderzeeboten tot zinken gebracht. Onder druk van onder anderen oud-vicepresident Ruy Barbosa en andere leden van de Liga voor de geallieerden moest Müller als minister van Buitenlandse Zaken het veld ruimen; hij werd opgevolgd door Nilo Peçanha, die openlijk pro-Entente was. De Braziliaanse president Wenceslau Braz wees na dit incident ook de Duitse ambassadeur Von Pauli uit en in juni 1917 werden de diplomatieke betrekkingen met Duitsland verbroken. Op 27 oktober 1917 volgde de Braziliaanse oorlogsverklaring aan Duitsland.
Müller werd in 1918 opnieuw - als opvolger van zijn neef Felipe Schmidt - tot president van de deelstaat Santa Catarina gekozen. Hij weigerde echter deze post te aanvaardden; hij koos ervoor om liever senator te blijven.

## Braziliaanse Academie van de Letteren
Lauro Müller was sinds 1912 lid van de Braziliaanse Academie van de Letteren (Academia Brasileira de Letras).
Lauro Müller overleed op 62-jarige leeftijd, op 30 juli 1926 te Rio de Janeiro.

## Verwijzingen
1. ↑  De zogenaamde "ABC-Staten"
2. 1 2 3  14-18, De Eerste Wereldoorlog, door: Dr. R.L. Schuursma (hoofdred.) (1976), band 4, blz. 1202
3. ↑  De geallieerden zijn in dit geval de Entente mogendheden
4. ↑  Trenches on the Web - Special: Latin America in World War I. Gearchiveerd op 28 februari 2023.

- Gemeinsame Normdatei: 1049334329
- International Standard Name Identifier: 0000 0000 3097 7497
- Library of Congress Control Number: n92033958
- SNAC: w6t75gzx
- Système universitaire de documentation: 244255512
- Virtual International Authority File: 36107480
- WorldCat: E39PBJw4BybJXYHrCCJQkJ4rMP